# Lightiella floridana
Espèce
Lightiella floridana est une espèce de céphalocarides de la famille des Hutchinsoniellidae.

## Distribution
Cette espèce est endémique de Floride aux États-Unis. Elle se rencontre dans le golfe du Mexique.

## Étymologie
Son nom d'espèce lui a été donné en référence au lieu de sa découverte, la Floride.

## Publication originale
- McLaughlin, 1976 : A new species of Lightiella (Crustacea: Cephalocarida) from the west coast of Florida. Bulletin of Marine Science, vol. 26, no 4, p. 593-599.